# 狼たちの報酬 (1985年の映画)
『狼たちの報酬』（おおかみたちのほうしゅう、原題：Les Loups entre eux、英題：Among Wolves）は、1985年公開のフランスのアクション映画。
ジョゼ・ジョヴァンニが監督を務めた。

## あらすじ
テロリストグループによって、NATOの一員として、ヨーロッパに駐留するアメリカ軍の将軍が誘拐されてしまう。救出作戦が練られることになり、様々な分野のエキスパートが集められる。寄せ集めの傭兵部隊は激しい訓練の末、将軍が監禁されているテロリストの要塞へと乗り込んでいく。

## キャスト
- Lacier - クロード・ブラッスール
- Richard Avakian - ジャン＝ユーグ・アングラード
- General Lee W. Simon - ロバート・アーデン（英語版）
- Mike - ニエル・アレストリュプ
- The Cavale - ジェラール・ダルモン
- De Saintes - Bernard-Pierre Donnadieu
- The Gitan - ダニエル・デュヴァル
- Paul - Paul Giovanni
- Carla - リサ・クロイツァー
- Bastien - Jean-Roger Milo
- Spartacus - Gabriel Briand
- The Italian - Manuel Cauchi
- Jennifer - Isabel García Lorca（フランス語版）
- Straub - Edward Meeks（フランス語版）
- Bernard Giraudeau